# Crepidacantha grandis
Crepidacantha grandis är en mossdjursart som beskrevs av Canu och Bassler 1929. Crepidacantha grandis ingår i släktet Crepidacantha och familjen Crepidacanthidae. Inga underarter finns listade i Catalogue of Life.